# Guéré-Goghin
Pour les articles homonymes, voir Guéré et Goghin.
Guéré-Goghin est une commune rurale située dans le département de Guiba de la province du Zoundwéogo dans la région Centre-Sud au Burkina Faso.

## Santé et éducation
Le centre de soins le plus proche de Guéré-Goghin est le centre de santé et de promotion sociale (CSPS) de Guéré tandis que le centre médical (CMA) le plus proche se trouve à Manga.